# Língua wu
A língua wu (chinês simplificado: 吴语; chinês tradicional: 吳語; pinyin: wúyǔ) é uma das muitas variações da língua chinesa. É falada (junto com o mandarim) na região de Wu na China cuja capital é Xangai e é (como todos os principais dialetos chineses) ininteligível entre os falantes de mandarim e outros dialetos. Dentre as variações da língua chinesa é a que possui a maior população de falantes (78 milhões) depois do mandarim (879 milhões).